# 키슬레브

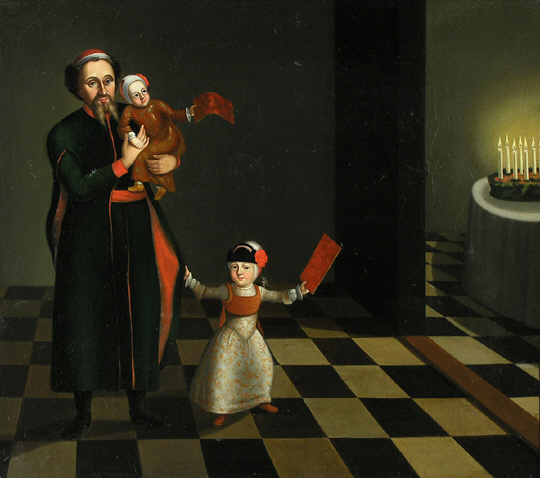

키슬레브(히브리어: כִּסְלֵו, 영어: Kislev, Chislev), 키슬레이브, 키슬해브, 키슬레브 달, 기슬르월은 히브리력에서 교회년의 9번째 달이자 역년의 3번째 달, 그레고리오력의 경우 11-12월을 가리킨다.

## 키슬레브에서의 절기
- 하누카(8일간) : 키슬레브월 25일 ~ 데벳월 2일(30일인 키슬레브가 29일로 짧을 경우에는 데벳월 3일에 끝남)